# Élections locales écossaises de 2007 à Highland
Pour un article plus général, voir Élections locales écossaises de 2007.

Les élections locales écossaises de 2007 à Highland se sont tenues le 3 mai 2007.

## Composition du conseil
Majorité absolue : 41 sièges
| Parti               | Sièges  |
| ------------------- | ------- |
| Indépendant         | 35 / 80 |
| Libéraux-démocrates | 21 / 80 |
| SNP                 | 17 / 80 |
| Travailliste        | 7 / 80  |